# أديل فارينغتون
عديلة فارينغتون (بالإنجليزية: Adele Farrington)‏ هي ممثلة أمريكية، ولدت في 1867 ببروكلين في الولايات المتحدة، وتوفيت في 19 ديسمبر 1936 بلوس أنجلوس في الولايات المتحدة.

## وصلات خارجية
- أديل فارينغتون على موقع IMDb (الإنجليزية)
- أديل فارينغتون على موقع قاعدة بيانات برودواي على الإنترنت (الإنجليزية)
- أديل فارينغتون على موقع قاعدة بيانات الفيلم (الإنجليزية)